# Передплачена картка
Передплачена картка — це пластикова або віртуальна платіжна картка з заздалегідь внесеною на неї певною грошовою сумою. Це свого роду електронний гаманець, в який можна покласти гроші (записати інформацію про внесену в касу суму) і витратити їх. Особливість передплаченої картки — вона не прив'язана до жодного банківського рахунку і не вимагає персональних даних особи, але може бути використана для оплати за покупки, поки не буде витрачена вся сума, яка була внесена на карту. Поповнити передплачену карту можна в касі або з інших джерел для поповнення, наприклад, з електронного гаманця, банківського рахунку чи з іншої карти.
Передплачені картки найчастіше використовують окремі сервіси та магазини. Картка видається в обмін на внесені на рахунок певного сервісу гроші. На карті в основному зберігається тільки інформація про те, скільки грошей було внесено. Для передплачених карток встановлюють певні ліміти на суми коштів, які можна вносити та знімати, в залежності від законодавства країни, в якій вони випущені.
Картка може бути прив'язана до номеру мобільного, можуть використовуватись дані, які при оформленні особа вказує самостійно (ім'я, населений пункт, вік, та інші). Якщо загубити передплачену картку, яка була видана без будь-яких особистих даних, відновити доступ до зарахованих на неї грошей буде неможливо.
Приклади передплачених карток: бонусні картки АЗС, на які зараховують кошти у вигляді бонусів, банківські картки без відкриття рахунку, подарункові картки у магазинах, які можна придбати за вказану на них суму і передати будь-кому.